# Grand Prix Kataru 2024
Grand Prix Kataru 2024, oficjalnie Formula 1 Qatar Airways Qatar Grand Prix 2024 – dwudziesta trzecia runda Mistrzostw Świata Formuły 1 w sezonie 2024. Grand Prix odbyło się w dniach 29 listopada–1 grudnia 2024 na torze Losail International Circuit w Lusajlu. Wyścig wygrał Max Verstappen (Red Bull Racing), a na podium stanęli kolejno: Charles Leclerc (Ferrari) i Oscar Piastri (McLaren).

## Lista startowa
| Nr          | Kierowca         | Zespół                        | Samochód                          | Silnik              | Opony |
| ----------- | ---------------- | ----------------------------- | --------------------------------- | ------------------- | ----- |
| 1           | Max Verstappen   | Oracle Red Bull Racing        | Red Bull RB20                     | Honda RBPTH002      | P     |
| 4           | Lando Norris     | McLaren Formula 1 Team        | McLaren MCL38                     | Mercedes-AMG F1 M15 | P     |
| 10          | Pierre Gasly     | BWT Alpine F1 Team            | Alpine A524                       | Renault E-Tech RE24 | P     |
| 11          | Sergio Pérez     | Oracle Red Bull Racing        | Red Bull RB20                     | Honda RBPTH002      | P     |
| 14          | Fernando Alonso  | Aston Martin Aramco F1 Team   | Aston Martin AMR24                | Mercedes-AMG F1 M15 | P     |
| 16          | Charles Leclerc  | Scuderia Ferrari HP           | Ferrari SF-24                     | Ferrari 066/12      | P     |
| 18          | Lance Stroll     | Aston Martin Aramco F1 Team   | Aston Martin AMR24                | Mercedes-AMG F1 M15 | P     |
| 20          | Kevin Magnussen  | MoneyGram Haas F1 Team        | Haas VF-24                        | Ferrari 066/10      | P     |
| 22          | Yūki Tsunoda     | Visa Cash App RB F1 Team      | RB VCARB 01                       | Honda RBPTH002      | P     |
| 23          | Alexander Albon  | Williams Racing               | Williams FW46                     | Mercedes-AMG F1 M15 | P     |
| 24          | Zhou Guanyu      | Stake F1 Team Kick Sauber     | Kick Sauber C44                   | Ferrari 066/12      | P     |
| 27          | Nico Hülkenberg  | MoneyGram Haas F1 Team        | Haas VF-24                        | Ferrari 066/10      | P     |
| 30          | Liam Lawson      | Visa Cash App RB F1 Team      | RB VCARB 01                       | Honda RBPTH002      | P     |
| 31          | Esteban Ocon     | BWT Alpine F1 Team            | Alpine A524                       | Renault E-Tech RE24 | P     |
| 43          | Franco Colapinto | Williams Racing               | Williams FW46                     | Mercedes-AMG F1 M15 | P     |
| 44          | Lewis Hamilton   | Mercedes-AMG PETRONAS F1 Team | Mercedes-AMG F1 W15 E Performance | Mercedes-AMG F1 M15 | P     |
| 55          | Carlos Sainz Jr. | Scuderia Ferrari HP           | Ferrari SF-24                     | Ferrari 066/12      | P     |
| 63          | George Russell   | Mercedes-AMG PETRONAS F1 Team | Mercedes-AMG F1 W15 E Performance | Mercedes-AMG F1 M15 | P     |
| 77          | Valtteri Bottas  | Stake F1 Team Kick Sauber     | Kick Sauber C44                   | Ferrari 066/12      | P     |
| 81          | Oscar Piastri    | McLaren Formula 1 Team        | McLaren MCL38                     | Mercedes-AMG F1 M15 | P     |
| Źródło: FIA |                  |                               |                                   |                     |       |

## Wyniki

### Najlepszy czas sesji treningowej
| Nr          | Kierowca        | Konstruktor | Czas     | Okr. |
| ----------- | --------------- | ----------- | -------- | ---- |
| 16          | Charles Leclerc | Ferrari     | 1:21,953 | 30   |
| Źródło: FIA |                 |             |          |      |

### Kwalifikacje do sprintu
| P                    | Nr | Kierowca         | Konstruktor                  | Czasy w kwalifikacjach | Czasy w kwalifikacjach | Czasy w kwalifikacjach | Poz. s. |
| P                    | Nr | Kierowca         | Konstruktor                  | SQ1                    | SQ2                    | SQ3                    | Poz. s. |
| -------------------- | -- | ---------------- | ---------------------------- | ---------------------- | ---------------------- | ---------------------- | ------- |
| 1                    | 4  | Lando Norris     | McLaren-Mercedes             | 1:21,356               | 1:21,231               | 1:21,012               | 1       |
| 2                    | 63 | George Russell   | Mercedes                     | 1:22,021               | 1:21,488               | 1:21,075               | 2       |
| 3                    | 81 | Oscar Piastri    | McLaren-Mercedes             | 1:22,218               | 1:21,548               | 1:21,171               | 3       |
| 4                    | 55 | Carlos Sainz Jr. | Ferrari                      | 1:21,838               | 1:21,809               | 1:21,281               | 4       |
| 5                    | 16 | Charles Leclerc  | Ferrari                      | 1:22,156               | 1:21,818               | 1:21,308               | 5       |
| 6                    | 1  | Max Verstappen   | Red Bull Racing-Honda RBPT   | 1:22,033               | 1:21,784               | 1:21,315               | 6       |
| 7                    | 44 | Lewis Hamilton   | Mercedes                     | 1:22,151               | 1:21,734               | 1:21,474               | 7       |
| 8                    | 10 | Pierre Gasly     | Alpine-Renault               | 1:22,586               | 1:22,352               | 1:21,978               | 8       |
| 9                    | 27 | Nico Hülkenberg  | Haas-Ferrari                 | 1:22,569               | 1:22,318               | 1:22,088               | 9       |
| 10                   | 30 | Liam Lawson      | RB-Honda RBPT                | 1:22,705               | 1:22,393               | 1:22,577               | 10      |
| 11                   | 14 | Fernando Alonso  | Aston Martin Aramco-Mercedes | 1:22,499               | 1:22,433               |                        | 11      |
| 12                   | 23 | Alexander Albon  | Williams-Mercedes            | 1:22,705               | 1:22,526               |                        | 12      |
| 13                   | 77 | Valtteri Bottas  | Kick Sauber-Ferrari          | 1:22,506               | 1:22,538               |                        | 13      |
| 14                   | 18 | Lance Stroll     | Aston Martin Aramco-Mercedes | 1:22,522               | 1:22,599               |                        | 14      |
| 15                   | 20 | Kevin Magnussen  | Haas-Ferrari                 | 1:22,560               | 1:22,738               |                        | 15      |
| 16                   | 11 | Sergio Pérez     | Red Bull Racing-Honda RBPT   | 1:22,718               |                        |                        | PL      |
| 17                   | 22 | Yūki Tsunoda     | RB-Honda RBPT                | 1:22,722               |                        |                        | 16      |
| 18                   | 31 | Esteban Ocon     | Alpine-Renault               | 1:22,906               |                        |                        | 17      |
| 19                   | 24 | Zhou Guanyu      | Kick Sauber-Ferrari          | 1:22,948               |                        |                        | 18      |
| 20                   | 43 | Franco Colapinto | Williams-Mercedes            | 1:23,423               |                        |                        | PL      |
| 107% czasu: 1:27,050 |    |                  |                              |                        |                        |                        |         |
| Źródło: FIA          |    |                  |                              |                        |                        |                        |         |

### Sprint
| P           | Nr | Kierowca         | Konstruktor                  | Okr. | Czas      | Poz. s. | +/-       | Punkty |
| ----------- | -- | ---------------- | ---------------------------- | ---- | --------- | ------- | --------- | ------ |
| 1           | 81 | Oscar Piastri    | McLaren-Mercedes             | 19   | 27:03,010 | 3       | 2         | 8      |
| 2           | 4  | Lando Norris     | McLaren-Mercedes             | 19   | +0,136    | 1       | 1         | 7      |
| 3           | 63 | George Russell   | Mercedes                     | 19   | +0,410    | 2       | 1         | 6      |
| 4           | 55 | Carlos Sainz Jr. | Ferrari                      | 19   | +1,326    | 4       | Bez zmian | 5      |
| 5           | 16 | Charles Leclerc  | Ferrari                      | 19   | +5,073    | 5       | Bez zmian | 4      |
| 6           | 44 | Lewis Hamilton   | Mercedes                     | 19   | +5,650    | 7       | 1         | 3      |
| 7           | 27 | Nico Hülkenberg  | Haas-Ferrari                 | 19   | +8,508    | 9       | 2         | 2      |
| 8           | 1  | Max Verstappen   | Red Bull Racing-Honda RBPT   | 19   | +10,368   | 6       | 2         | 1      |
| 9           | 10 | Pierre Gasly     | Alpine-Renault               | 19   | +14,513   | 8       | 1         |        |
| 10          | 20 | Kevin Magnussen  | Haas-Ferrari                 | 19   | +15,485   | 15      | 5         |        |
| 11          | 14 | Fernando Alonso  | Aston Martin Aramco-Mercedes | 19   | +19,204   | 11      | Bez zmian |        |
| 12          | 77 | Valtteri Bottas  | Kick Sauber-Ferrari          | 19   | +23,351   | 13      | 1         |        |
| 13          | 18 | Lance Stroll     | Aston Martin Aramco-Mercedes | 19   | +24,421   | 14      | 1         |        |
| 14          | 31 | Esteban Ocon     | Alpine-Renault               | 19   | +30,379   | 17      | 3         |        |
| 15          | 23 | Alexander Albon  | Williams-Mercedes            | 19   | +33,062   | 12      | 3         |        |
| 16          | 30 | Liam Lawson      | RB-Honda RBPT                | 19   | +34,356   | 10      | 6         |        |
| 17          | 22 | Yūki Tsunoda     | RB-Honda RBPT                | 19   | +35,102   | 16      | 1         |        |
| 18          | 43 | Franco Colapinto | Williams-Mercedes            | 19   | +35,639   | PL      | 2         |        |
| 19          | 24 | Zhou Guanyu      | Kick Sauber-Ferrari          | 19   | +71,436   | 18      | 1         |        |
| 20          | 11 | Sergio Pérez     | Red Bull Racing-Honda RBPT   | 19   | +74,371   | PL      | 1         |        |
| Źródło: FIA |    |                  |                              |      |           |         |           |        |

### Najszybsze okrążenie w sprincie
| Nr          | Kierowca        | Konstruktor | Czas     | Okr. |
| ----------- | --------------- | ----------- | -------- | ---- |
| 16          | Charles Leclerc | Ferrari     | 1:23,923 | 18   |
| Źródło: FIA |                 |             |          |      |

### Prowadzenie w sprincie
| Nr                              | Kierowca      | Konstruktor      | Okrążenia | Suma |
| ------------------------------- | ------------- | ---------------- | --------- | ---- |
| 4                               | Lando Norris  | McLaren-Mercedes | 1–18      | 18   |
| 81                              | Oscar Piastri | McLaren-Mercedes | 19        | 1    |
| \| Wykres \| \| ------ \| \| \| |               |                  |           |      |
| Źródło: FIA                     |               |                  |           |      |
| Wykres                          |               |                  |           |      |
|                                 |               |                  |           |      |

### Kwalifikacje
| P                    | Nr | Kierowca         | Konstruktor                  | Czasy w kwalifikacjach | Czasy w kwalifikacjach | Czasy w kwalifikacjach | Poz. s. |
| P                    | Nr | Kierowca         | Konstruktor                  | Q1                     | Q2                     | Q3                     | Poz. s. |
| -------------------- | -- | ---------------- | ---------------------------- | ---------------------- | ---------------------- | ---------------------- | ------- |
| 1                    | 1  | Max Verstappen   | Red Bull Racing-Honda RBPT   | 1:21,579               | 1:20,687               | 1:20,520               | 2       |
| 2                    | 63 | George Russell   | Mercedes                     | 1:21,241               | 1:21,069               | 1:20,575               | 1       |
| 3                    | 4  | Lando Norris     | McLaren-Mercedes             | 1:21,578               | 1:20,983               | 1:20,772               | 3       |
| 4                    | 81 | Oscar Piastri    | McLaren-Mercedes             | 1:21,821               | 1:21,121               | 1:20,829               | 4       |
| 5                    | 16 | Charles Leclerc  | Ferrari                      | 1:21,278               | 1:21,000               | 1:20,852               | 5       |
| 6                    | 44 | Lewis Hamilton   | Mercedes                     | 1:21,637               | 1:21,095               | 1:21,011               | 6       |
| 7                    | 55 | Carlos Sainz Jr. | Ferrari                      | 1:21,447               | 1:21,199               | 1:21,041               | 7       |
| 8                    | 14 | Fernando Alonso  | Aston Martin Aramco-Mercedes | 1:21,608               | 1:21,208               | 1:21,251               | 8       |
| 9                    | 11 | Sergio Pérez     | Red Bull Racing-Honda RBPT   | 1:21,675               | 1:21,425               | 1:21,425               | 9       |
| 10                   | 20 | Kevin Magnussen  | Haas-Ferrari                 | 1:21,891               | 1:21,387               | 1:21,500               | 10      |
| 11                   | 10 | Pierre Gasly     | Alpine-Renault               | 1:21,843               | 1:21,437               |                        | 11      |
| 12                   | 24 | Zhou Guanyu      | Kick Sauber-Ferrari          | 1:22,103               | 1:21,501               |                        | 12      |
| 13                   | 77 | Valtteri Bottas  | Kick Sauber-Ferrari          | 1:21,927               | 1:21,731               |                        | 13      |
| 14                   | 22 | Yūki Tsunoda     | RB-Honda RBPT                | 1:22,364               | 1:21,771               |                        | 14      |
| 15                   | 18 | Lance Stroll     | Aston Martin Aramco-Mercedes | 1:22,011               | 1:21,911               |                        | 15      |
| 16                   | 23 | Alexander Albon  | Williams-Mercedes            | 1:22,390               |                        |                        | 16      |
| 17                   | 30 | Liam Lawson      | RB-Honda RBPT                | 1:22,411               |                        |                        | 17      |
| 18                   | 27 | Nico Hülkenberg  | Haas-Ferrari                 | 1:22,442               |                        |                        | 18      |
| 19                   | 43 | Franco Colapinto | Williams-Mercedes            | 1:22,594               |                        |                        | 19      |
| 20                   | 31 | Esteban Ocon     | Alpine-Renault               | 1:22,714               |                        |                        | 20      |
| 107% czasu: 1:26,927 |    |                  |                              |                        |                        |                        |         |
| Źródło: FIA          |    |                  |                              |                        |                        |                        |         |

### Wyścig
| P           | Nr | Kierowca         | Konstruktor                  | Okr. | Czas                       | Poz. s. | +/− | Punkty |
| ----------- | -- | ---------------- | ---------------------------- | ---- | -------------------------- | ------- | --- | ------ |
| 1           | 1  | Max Verstappen   | Red Bull Racing-Honda RBPT   | 57   | 1:31:05,323                | 2       | 1   | 25     |
| 2           | 16 | Charles Leclerc  | Ferrari                      | 57   | +6,031                     | 5       | 3   | 18     |
| 3           | 81 | Oscar Piastri    | McLaren-Mercedes             | 57   | +6,819                     | 4       | 1   | 15     |
| 4           | 63 | George Russell   | Mercedes                     | 57   | +14,104                    | 1       | 3   | 12     |
| 5           | 10 | Pierre Gasly     | Alpine-Renault               | 57   | +16,782                    | 11      | 6   | 10     |
| 6           | 55 | Carlos Sainz Jr. | Ferrari                      | 57   | +17,476                    | 7       | 1   | 8      |
| 7           | 14 | Fernando Alonso  | Aston Martin Aramco-Mercedes | 57   | +19,867                    | 8       | 1   | 6      |
| 8           | 24 | Zhou Guanyu      | Kick Sauber-Ferrari          | 57   | +25,360                    | 12      | 4   | 4      |
| 9           | 20 | Kevin Magnussen  | Haas-Ferrari                 | 57   | +32,177                    | 10      | 1   | 2      |
| 10          | 4  | Lando Norris     | McLaren-Mercedes             | 57   | +35,762                    | 3       | 7   | 1+1    |
| 11          | 77 | Valtteri Bottas  | Kick Sauber-Ferrari          | 57   | +50,243                    | 13      | 2   |        |
| 12          | 44 | Lewis Hamilton   | Mercedes                     | 57   | +56,122                    | 6       | 6   |        |
| 13          | 22 | Yūki Tsunoda     | RB-Honda RBPT                | 57   | +61,100                    | 14      | 1   |        |
| 14          | 30 | Liam Lawson      | RB-Honda RBPT                | 57   | +62,656                    | 17      | 3   |        |
| 15          | 23 | Alexander Albon  | Williams-Mercedes            | 56   | +1 okrążenie               | 16      | 1   |        |
| NS          | 27 | Nico Hülkenberg  | Haas-Ferrari                 | 39   | NU (obrócenie)             | 18      |     |        |
| NS          | 11 | Sergio Pérez     | Red Bull Racing-Honda RBPT   | 38   | NU (sprzęgło)              | 9       |     |        |
| NS          | 18 | Lance Stroll     | Aston Martin Aramco-Mercedes | 8    | NU (uszkodzenia kolizyjne) | 15      |     |        |
| NS          | 31 | Esteban Ocon     | Alpine-Renault               | 0    | NU (wypadek)               | 20      |     |        |
| NS          | 43 | Franco Colapinto | Williams-Mercedes            | 0    | NU (wypadek)               | 19      |     |        |
| Źródło: FIA |    |                  |                              |      |                            |         |     |        |

### Najszybsze okrążenie
| Nr          | Kierowca     | Konstruktor      | Czas     | Okr. |
| ----------- | ------------ | ---------------- | -------- | ---- |
| 4           | Lando Norris | McLaren-Mercedes | 1:22,384 | 56   |
| Źródło: FIA |              |                  |          |      |

### Prowadzenie w wyścigu
| Nr                              | Kierowca       | Konstruktor                | Okrążenia | Suma |
| ------------------------------- | -------------- | -------------------------- | --------- | ---- |
| 1                               | Max Verstappen | Red Bull Racing-Honda RBPT | 1–57      | 57   |
| \| Wykres \| \| ------ \| \| \| |                |                            |           |      |
| Źródło: FIA                     |                |                            |           |      |
| Wykres                          |                |                            |           |      |
|                                 |                |                            |           |      |

## Klasyfikacja po wyścigu

### Kierowcy
| P           | +/−       | Kierowca         | Zgł. | Punkty | P1 | P2 | P3 | PP | NO | NS | NU | NW | DK | WYK |
| ----------- | --------- | ---------------- | ---- | ------ | -- | -- | -- | -- | -- | -- | -- | -- | -- | --- |
| 1           | Bez zmian | Max Verstappen   | 23   | 429    | 9  | 4  | 1  | 8  | 3  | 2  | 2  | –  | –  | –   |
| 2           | Bez zmian | Lando Norris     | 23   | 349    | 3  | 6  | 3  | 7  | 6  | –  | 1  | –  | –  | –   |
| 3           | Bez zmian | Charles Leclerc  | 23   | 341    | 3  | 3  | 6  | 3  | 3  | 1  | 1  | –  | –  | –   |
| 4           | Bez zmian | Oscar Piastri    | 23   | 291    | 2  | 4  | 2  | –  | 1  | –  | –  | –  | –  | –   |
| 5           | Bez zmian | Carlos Sainz Jr. | 22   | 272    | 2  | 1  | 5  | 1  | 1  | 2  | 3  | –  | –  | –   |
| 6           | Bez zmian | George Russell   | 23   | 235    | 2  | –  | 2  | 4  | 2  | 1  | 2  | –  | 1  | –   |
| 7           | Bez zmian | Lewis Hamilton   | 23   | 211    | 2  | 1  | 2  | –  | 2  | 2  | 2  | –  | –  | –   |
| 8           | Bez zmian | Sergio Pérez     | 23   | 152    | –  | 3  | 1  | –  | 1  | 3  | 4  | –  | –  | –   |
| 9           | Bez zmian | Fernando Alonso  | 23   | 68     | –  | –  | –  | –  | 2  | 1  | 1  | –  | –  | –   |
| 10          | Bez zmian | Nico Hülkenberg  | 23   | 37     | –  | –  | –  | –  | –  | 3  | 2  | –  | 1  | –   |
| 11          | 1         | Pierre Gasly     | 23   | 36     | –  | –  | 1  | –  | –  | 4  | 3  | 1  | –  | –   |
| 12          | 1         | Yūki Tsunoda     | 23   | 30     | –  | –  | –  | –  | –  | 4  | 4  | –  | –  | –   |
| 13          | Bez zmian | Lance Stroll     | 23   | 24     | –  | –  | –  | –  | –  | 3  | 2  | 1  | –  | –   |
| 14          | Bez zmian | Esteban Ocon     | 23   | 23     | –  | 1  | –  | –  | 1  | 2  | 2  | –  | –  | –   |
| 15          | Bez zmian | Kevin Magnussen  | 21   | 16     | –  | –  | –  | –  | –  | 1  | 2  | –  | –  | 1   |
| 16          | Bez zmian | Alexander Albon  | 23   | 12     | –  | –  | –  | –  | –  | 7  | 6  | 1  | –  | –   |
| 17          | Bez zmian | Daniel Ricciardo | 18   | 12     | –  | –  | –  | –  | 1  | 2  | 2  | –  | –  | –   |
| 18          | Bez zmian | Oliver Bearman   | 3    | 7      | –  | –  | –  | –  | –  | –  | –  | –  | –  | –   |
| 19          | Bez zmian | Franco Colapinto | 8    | 5      | –  | –  | –  | –  | –  | 2  | 2  | –  | –  | –   |
| 20          | 1         | Zhou Guanyu      | 23   | 4      | –  | –  | –  | –  | –  | 2  | 2  | –  | –  | –   |
| 21          | 1         | Liam Lawson      | 5    | 4      | –  | –  | –  | –  | –  | –  | –  | –  | –  | –   |
| 22          | 1         | Valtteri Bottas  | 23   | 0      | –  | –  | –  | –  | –  | 1  | 1  | –  | –  | –   |
| 23          | 1         | Logan Sargeant   | 14   | 0      | –  | –  | –  | –  | –  | 2  | 2  | –  | –  | –   |
| Źródło: FIA |           |                  |      |        |    |    |    |    |    |    |    |    |    |     |

### Konstruktorzy
| P           | +/-       | Konstruktor                  | Zgł. | Punkty | P1 | P2 | P3 | PP | NO | NS | NU | NW | DK | WYK |
| ----------- | --------- | ---------------------------- | ---- | ------ | -- | -- | -- | -- | -- | -- | -- | -- | -- | --- |
| 1           | Bez zmian | McLaren-Mercedes             | 46   | 640    | 5  | 10 | 5  | 7  | 7  | –  | 1  | –  | –  | –   |
| 2           | Bez zmian | Ferrari                      | 46   | 619    | 5  | 4  | 11 | 4  | 4  | 3  | 4  | –  | –  | –   |
| 3           | Bez zmian | Red Bull Racing-Honda RBPT   | 46   | 581    | 9  | 7  | 2  | 8  | 4  | 4  | 5  | –  | –  | –   |
| 4           | Bez zmian | Mercedes                     | 46   | 446    | 4  | 1  | 4  | 4  | 4  | 3  | 4  | –  | 1  | –   |
| 5           | Bez zmian | Aston Martin Aramco-Mercedes | 46   | 92     | –  | –  | –  | –  | 2  | 4  | 3  | 1  | –  | –   |
| 6           | 1         | Alpine-Renault               | 46   | 59     | –  | 1  | 1  | –  | 1  | 6  | 5  | 1  | –  | –   |
| 7           | 1         | Haas-Ferrari                 | 46   | 54     | –  | –  | –  | –  | –  | 4  | 3  | –  | 1  | 1   |
| 8           | Bez zmian | RB-Honda RBPT                | 46   | 46     | –  | –  | –  | –  | 1  | 6  | 6  | –  | –  | –   |
| 9           | Bez zmian | Williams-Mercedes            | 45   | 17     | –  | –  | –  | –  | –  | 11 | 10 | 1  | –  | –   |
| 10          | Bez zmian | Kick Sauber-Ferrari          | 46   | 4      | –  | –  | –  | –  | –  | 3  | 3  | –  | –  | –   |
| Źródło: FIA |           |                              |      |        |    |    |    |    |    |    |    |    |    |     |